# Onder 21 competitie
De Onder 21 competitie is sinds 2020 de hoogste jeugdcompetitie van de KNVB en vervangt daarmee de landelijke Reservecompetitie. De competitie was een antwoord van de KNVB op de roep van Betaald Voetbal Organisaties (BVO's) om hun jeugd beter te kunnen laten doorstromen. Ook de amateurclubs stonden positief tegenover de nieuwe opzet.
In de competitie spelen de Onder 21 (O21) elftallen, soms ook wel "jong" genoemd, van zowel de meeste BVO's als sommige amateurclubs. Het eerste seizoen van de competitie werd door de coronacrisis afgebroken. Het seizoen '21-'22 was het eerste volledig afgewerkte seizoen, waarin uiteindelijk Almere City O21 kampioen werd. Divisie 1 van de Onder 21 competitie is op het vierde niveau van het Nederlandse voetbal geplaatst, dus naast de Derde divisie. Afhankelijk van de positie van het laagst geëindigde Jong-team in de Tweede Divisie is promotie naar de Tweede divisie mogelijk.

## Opzet
De Onder 21 competitie is opgedeeld in 4 divisies (1 t/m 4), die hiërarchisch onder elkaar zijn geplaatst. Een team uitkomend in Divisie 3 kan dus als minder sterk worden beschouwd dan een team uit Divisie 1. Op het laagste niveau, Divisie 4, wordt er nog een onderscheid gemaakt in twee poules, A en B, die naast elkaar staan. In Divisie 1 t/m 3 spelen elk 8 O21 teams, in Divisie 4 zijn dat er 16 (twee keer acht ploegen). De clubs werken twee keer per seizoen een volledige competitie af, waarin zij dus één keer thuis en één keer uit tegen elke tegenstander spelen. De najaarscompetitie loopt vanaf het begin van het seizoen tot aan de winterstop, na de winterstop wordt aangevangen met de voorjaarscompetitie. Zowel na afloop van de najaarscompetitie als na de voorjaarscompetitie vindt er promotie en degradatie plaats tussen de verschillende Divisies. In de onderstaande tabel een kort overzicht van de promotie- en degradatieregeling:
| Divisie | Najaarscompetitie | Voorjaarscompetitie* |
| --- | --- | --- |
| 1 | Nummer 1 t/m 6 handhaven zich voor de voorjaarscompetitie van Divisie 1 Nummer 7 en 8 degraderen naar de voorjaarscompetitie van Divisie 2                                                                    | Nummer 1 t/m 6 handhaven zich voor de najaarscompetitie van Divisie 1 Nummer 7 en 8 degraderen naar de najaarscompetitie van Divisie 2                                                                  |
| 2 | Nummer 1 en 2 promoveren naar de voorjaarscompetitie van Divisie 1 Nummer 3 t/m 6 handhaven zich voor de voorjaarscompetitie van Divisie 2 Nummer 7 en 8 degraderen naar de voorjaarscompetitie van Divisie 3 | Nummer 1 en 2 promoveren naar de najaarscompetitie van Divisie 1 Nummer 3 t/m 6 handhaven zich voor de najaarscompetitie van Divisie 2 Nummer 7 en 8 degraderen naar de najaarscompetitie van Divisie 3 |
| 3 | Nummer 1 en 2 promoveren naar de voorjaarscompetitie van Divisie 2 Nummer 3 t/m 6 handhaven zich voor de voorjaarscompetitie van Divisie 3 Nummer 7 en 8 degraderen naar de voorjaarscompetitie van Divisie 4 | Nummer 1 en 2 promoveren naar de najaarscompetitie van Divisie 2 Nummer 3 t/m 6 handhaven zich voor de najaarscompetitie van Divisie 3 Nummer 7 en 8 degraderen naar de najaarscompetitie van Divisie 4 |
| 4A + 4B | Nummers 1 promoveren naar de voorjaarscompetitie van Divisie 3 Nummer 2 t/m 8 handhaven zich voor de voorjaarscompetitie van Divisie 4                                                                        | Nummers 1 promoveren naar de najaarrscompetitie van Divisie 3 Nummer 2 t/m 8 handhaven zich voor de najaarscompetitie van Divisie 4                                                                     |
| *het promoveren/degraderen in de voorjaarscompetitie betreft dus altijd naar de najaarscompetitie van het volgende seizoen. | | |

Aan het einde van de voorjaarscompetitie, en daarmee het seizoen, wordt er binnen Divisie 1 een kampioen van de Onder 21 competitie bepaald. Wanneer één team zowel de najaars- als de voorjaarscompetitie weet te winnen is deze automatisch algeheel kampioen van dat seizoen. Mochten de twee verschillende competities twee verschillende winnaars kennen dan wordt er één beslissingswedstrijd gespeeld tussen beide teams om te bepalen wie de algeheel kampioen van het betreffende seizoen wordt. Hierop is één uitzondering: wanneer de nummer 1 van de najaarscompetitie in de daaropvolgende voorjaarscompetitie op de 7e of 8e plaats eindigt, is de nummer 1 van de voorjaarscompetitie automatisch ook algeheel kampioen. Onder een set van verschillende voorwaarden is promotie van de algeheel kampioen naar de Tweede Divisie mogelijk. Daarnaast is het, met ingang van seizoen '22-'23, onder een set van verschillende voorwaarden mogelijk voor de beide nummers 8 van Divisie 4 om te degraderen naar de Onder 23 competitie.

## Kampioenen
| Seizoen | Kampioen najaar    | Kampioen voorjaar | Algeheel kampioen |
| ------- | ------------------ | ----------------- | ----------------- |
| 2020/21 | Geen kampioen¹     | Geen kampioen¹    | Geen kampioen¹    |
| 2021/22 | Almere City FC     | Feyenoord         | Almere City FC**  |
| 2022/23 | PEC Zwolle         | Almere City FC    | Almere City FC*   |
| 2023/24 | FC Twente/Heracles | Feyenoord         | Feyenoord         |
| 2024/25 | Feyenoord          | SC Cambuur        | Feyenoord**       |

* Gepromoveerd naar de Tweede divisie.

** Play-off wedstrijd om promotie verloren.

¹ Vanwege de Covidpandemie werd de competitie voortijdig afgebroken.